# Gueule d’ange (2018)

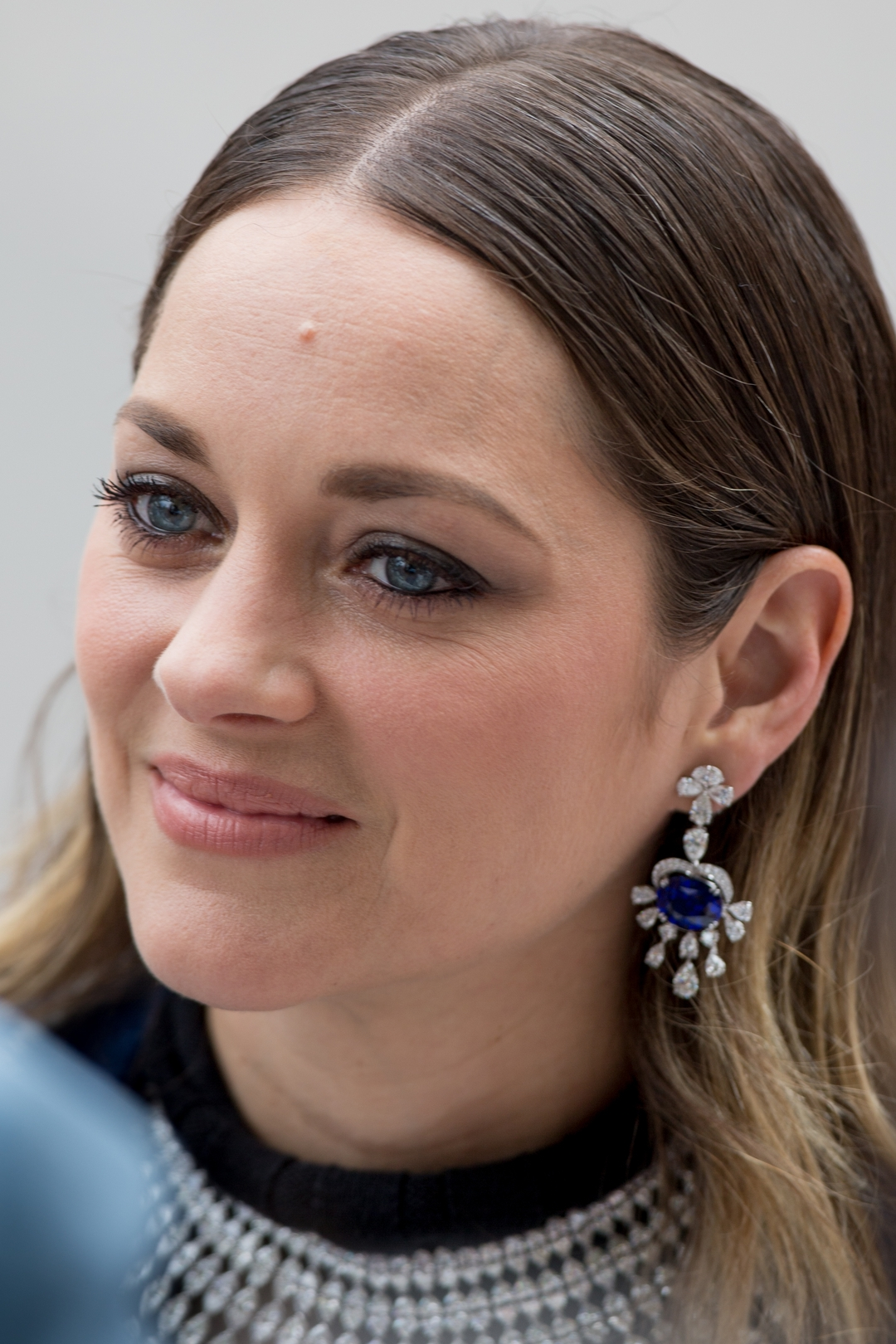
Marion Cotillard (2019)

Gueule d’ange ist ein französischer Kinofilm von Vanessa Filho aus dem Jahr 2018, die zusammen mit Diastème auch das Drehbuch schrieb. Der Film hatte seine Weltpremiere im Mai 2018 bei den Internationalen Filmfestspielen von Cannes.

## Handlung
Marlène ist eine erratische, alleinerziehende junge Mutter aus dem Arbeitermilieu von Marseille. Sie ist arbeitslos und verbringt ihre Tage im Alkoholrausch und vor dem Fernseher. Der einzige Lichtblick und Stolz ihres Lebens ist ihre 8-jährige Tochter Elli, von Marlène liebevoll „Gueule d’ange“ (deutsch: „Engelsgesicht“) genannt. Für das frühreife junge Mädchen wird es allerdings immer schwieriger, mit den Exzessen ihrer Mutter klarzukommen. Ellis Überlebensfähigkeit ist gefragt, als Marlène mit einem Mann verschwindet, den sie eines Nachts in einem Club kennengelernt hat, und ihre Tochter auf sich allein gestellt zurücklässt.

## Produktion
In den Hauptrollen spielen Marion Cotillard (Marlène), Ayline Aksoy-Etaix (Elli) und Alban Lenoir (Julio).
Vanessa Filho bekam die Idee für ihren ersten Langfilm bei einem Strandurlaub in der Bretagne und begann sogleich das Drehbuch zu schreiben. Es dauerte vier Jahre, den Film fertigzustellen. Marion Cotillard, die eigentlich im Jahr nach der Geburt ihrer Tochter keine Filme annehmen wollte, las das Drehbuch auf Empfehlung ihrer Agentin und willigte ein, die Hauptrolle zu übernehmen, nachdem sie Filho persönlich kennengelernt hatte.
Die Dreharbeiten fanden 2017 in La Seyne-sur-Mer, in der Region Provence-Alpes-Côte d’Azur statt.
In Frankreich wurde Gueule d’ange von Mars Films vertrieben.

## Rezeption
Auf Rotten Tomatoes erhielt der Film (Stand 18. Februar 2023) bei 14 Rezensionen von Filmjournalisten zu 36 % positive Resonanz. Demgegenüber stehen weniger als 50 Bewertungen von Internetnutzern, die den Film zu 58 % positiv bewerteten. In der Internet Movie Database hat der Film eine Bewertung von 6/10, bei 1120 Bewertungen.
Die Kritik wies daneben auf Einflüsse von John Cassavetes, Ken Loach, Nick Cave, Leonard Cohen, Gregory Crewdson und Tomas Tranströmer hin.

## Nominierungen
Der Film wurde 2018 bei den Filmfestspielen in Cannes für die Caméra d'Or und beim Camerimage Festival in der Directors Debuts Competition für den Golden Frog nominiert.